# Barratt Island
Barrat Island ist eine kleine Insel vor der Ingrid-Christensen-Küste des ostantarktischen Prinzessin-Elisabeth-Lands. Sie liegt jenseits der Vestfoldberge rund 1,5 km westlich von Bluff Island entfernt.
Norwegische Kartografen kartierten sie anhand von Luftaufnahmen, die bei der Lars-Christensen-Expedition 1936/37 entstanden. Das Antarctic Names Committee of Australia (ANCA) benannte sie nach Noel R. Barratt, Wetterbeobachter auf der Davis-Station im Jahr 1960.